# Matilda Djerf
Matilda Saga Albertina Djerf, född 8 april 1997 i Gustav Adolfs församling i Borås, är en svensk influerare och entreprenör. Hon driver ett Instagramkonto med 2,8 miljoner följare (februari 2025).
Djerf har gjort designsamarbeten med modemärken som Nelly, NA-KD och Gina Tricot och startade 2019 tillsammans med Rasmus Johansson egna klädmärket Djerf Avenue.
I mars 2023 hamnade Djerf och Johansson på tidningen Forbes ”30 under 30”-lista för Europa, i kategorin detalj- och e-handel, för sitt jobb med Djerf Avenue.

## Biografi

### Tidigt liv
Matilda Djerf är född och uppvuxen i Borås. Hon är yngst av tre syskon. Hon bodde under barndomen två år i Monterey, Kalifornien, men familjen återvände till Sverige när Djerf var i tidiga tonåren. 
Djerf led av anorexi och ortorexia som tonåring. Under högstadietiden utvecklade hon sitt intresse för fotograferande och skrivande genom att starta en blogg.
Djerf studerade på ekonomiprogrammet på Sven Erikssongymnasiet och hon var också en av redaktörerna för skolans kårtidning "Vårflamman"  Efter sin gymnasieexamen 2015 tog Djerf olika ströjobb, bland annat jobbade hon på en juicebar. Djerf började dokumentera sina resor och inledde sin karriär som influerare.

## Karriär
Djerfs karriär som influerare på sociala medier började 2016 under en resa till Karibien, som hon gjorde med sin pojkvän, Rasmus Johansson, som nu är VD för Djerf Avenue. Hon började med att dela uppdateringar med familj och vänner via en blogg, men hennes popularitet växte när hon började lägga ut bikinibilder på Instagram. Under de följande resorna till Bali och Australien växte antalet följare. När hon återvände till Sverige bestämde hon sig för att ägna sig åt Instagram som yrke. Till att börja med finansierade hon sina resor genom modelluppdrag och varumärkessamarbeten, sedan övergick hon gradvis till att bli influerare på heltid 2018. Trots initiala hinder, särskilt när det gällde att förhandla fram skälig ersättning, fortsatte hon och förespråkade erkännande av influerares arbete och att sätta gränser i partnerskap.[källa behövs]
2019 grundade Djerf Djerf Avenue tillsammans med Johansson. Varumärkets debutkollektion, inspirerad av Djerfs personliga stil, sålde snabbt slut. Varumärket, som till en början marknadsfördes från hennes föräldrars lägenhet, expanderade senare till kontors- och lagerutrymmen i Stockholm. Djerf Avenues plagg tillverkas i Italien, Portugal och Sverige, med fokus på kvalitet och detaljer. Djerf är drabbad av anorexi och psykisk ohälsa, vilket har fått henne att tala ut om vikten av mental hälsa och egenvård.
2020 inledde Djerf och hennes syster ett samarbete med modeföretaget By Malina, där de sände live från By Malinas showroom i samband med lanseringen av deras sommarkollektion.
Djerf Avenue mötte kritik 2023 för påstådda designlikheter med andra märken. Djerfs åtgärder för att ta itu med dessa problem ledde till motreaktioner och en tillfällig inaktivering av hennes TikTok-konto. Djerf Avenue är känd för sina karaktäristiska tryck av blåbär, jordgubbar och körsbär, som finns i en rad produkter från kläder till pyjamas och lakan. Från och med 2022 värderas varumärket till 34,5 miljoner USD, med en förväntad försäljningsintäkt på 22 miljoner USD 2023. År 2022 förutspåddes försäljningsintäkterna bli cirka 22 miljoner dollar.
I december 2024 publicerade Aftonbladet en granskning av arbetsmiljön på Djerf Avenue, baserad på vittnesmål från elva nuvarande och tidigare anställda. Enligt granskningen beskrevs arbetsplatsen som präglad av en hög grad av stress, offentlig kritik av anställda och en arbetskultur där Matilda Djerfs humör påverkade arbetsdagens dynamik.
Flera anställda uppgav att de upplevde psykisk press, gråtattacker och en arbetsmiljö där inte alla behandlades likvärdigt. Enligt uppgifterna förekom favorisering och en strikt kontroll över medarbetarna. En specifik incident som lyftes fram var att vissa anställda inte fick använda en särskild toalett på kontoret, samt att en anställd uppgavs ha blivit ålagd att städa den efter att den använts av fel person.